# Trest smrti v Guineji
Trest smrti v Guineji byl zrušen. V civilním právu k tomu došlo v roce 2016, ve vojenském právu v roce 2017. Poslední poprava byla v zemi vykonána v roce 2001. Přes zrušení trestu smrti Guinea nepřistoupila k Druhému opčnímu protokolu Mezinárodního paktu o občanských a politických právech.